# Théâtre de la Madeleine

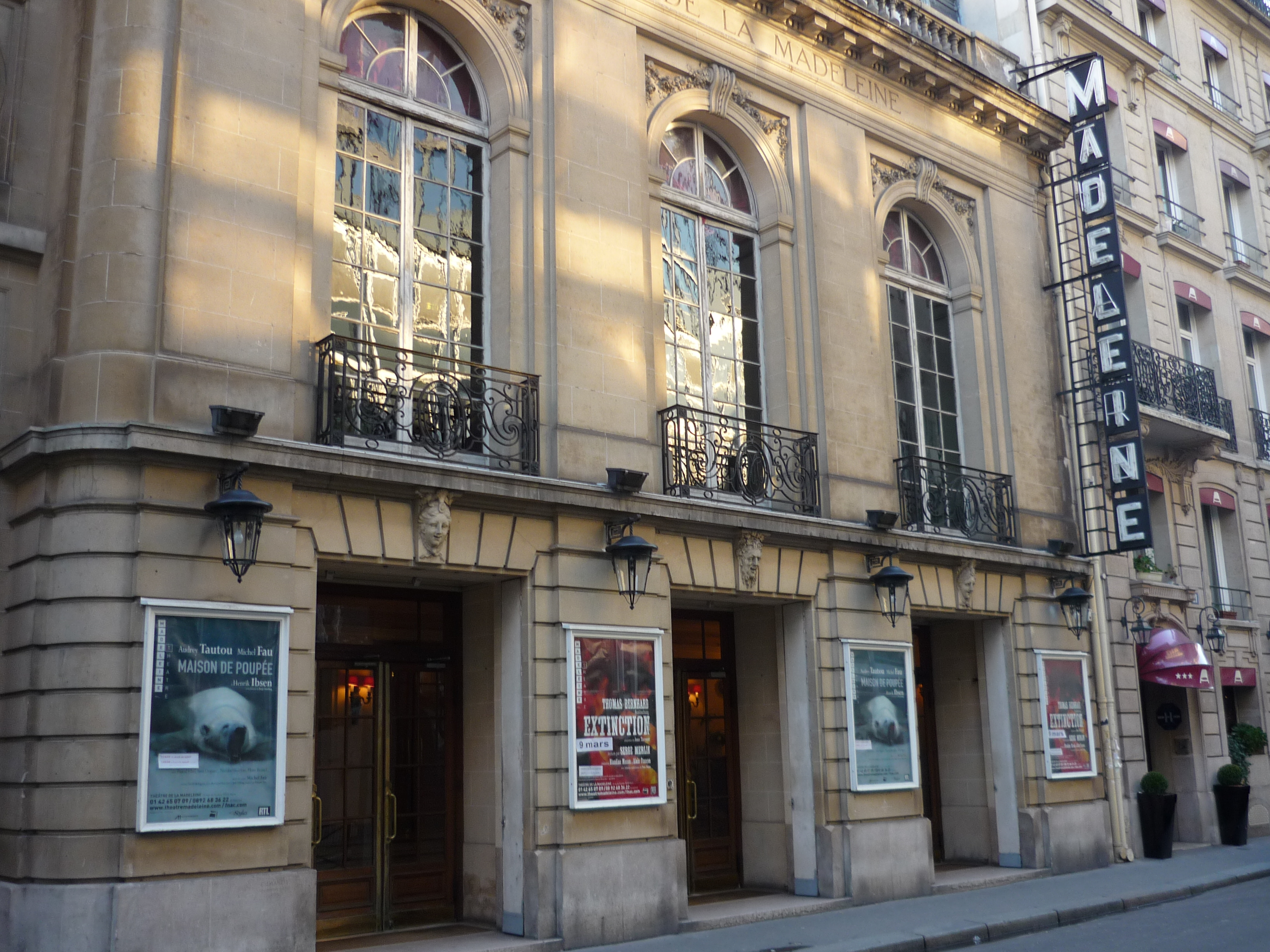
Théâtre de la Madeleine, 2010

Das Théâtre de la Madeleine ist ein Pariser Privattheater. Mit seinen zahlreichen Ur- und Erstaufführungen zeitgenössischer Autoren und dem Engagement von Stars des französischen Theaters und Films als Akteuren zählt es zu den renommiertesten Theatern von Paris. Das Theater in der Rue de Surène im Quartier de la Madeleine ist auf der Liste der Monuments historiques im 8. Arrondissement von Paris aufgeführt.

## Organisation
Die Organisationsform des Theaters wurde seit seiner Gründung mehrfach modifiziert. Direktoren des Theaters sind seit 2015 Dominique Bergin und Michel Lumbroso, künstlerischer Leiter, ebenfalls seit 2015, Philippe Lellouche.

## Architektur
Das Theater wurde von 1922 bis 1924 auf dem Grundstück eines ehemaligen Reitgeländes nach einem Entwurf des französischen Architekten Charles Imandt errichtet. Obwohl ein Haus aus dem frühen 20. Jahrhundert, sind die Fassade und der Zuschauerraum mit seinen Logen und Rängen an der historischen Theaterarchitektur des späten 18. Jahrhunderts orientiert. Der Bau selbst besteht aus Stahlbeton, das Bühnenhaus hat eine eigene Stahlkonstruktion.
Das Theater verfügt über 732 Pätze.

## Geschichte
Eröffnet wurde das Haus am 15. April 1925 mit der Uraufführung von Les Marchands de Gloire, das erste Theaterstück von Marcel Pagnol. Auf dem Programm standen von Anfang neben den Klassikern der europäischen Theaterliteratur Inszenierungen zeitgenössischer Autoren und Werke der Avantgarde.
Ab 1930 begann die Ära Sacha Guitry, der hier im Zeitraum von 1932 bis 1940 allein 24 seiner Stücke uraufführte.
Während der 1950er und 1960er Jahren hatten Stücke französischer Dramatiker wie François Mauriac, Henri de Montherlant, André Roussin, Marcel Aimé und Colette dort Premiere.
Von 1980 bis 2002 wurde das Theater von Simone Valere (1921–2010) und Jean Desailly geleitet. Ihre Nachfolger ab 2003 waren Frederick Franck (bis 2012) und Stéphane Lissner (bis 2005). Während dieser Zeit wurden u. a. Heiner Müllers Quartett mit  Jeanne Moreau und Sami Frey in Frankreich erstaufgeführt, ebenso Die Ziege oder Wer ist Sylvia? von Edward Albee, Love Letters von Albert Ramsdell Gurney mit Anouk Aimée und Alain Delon oder Diplomatie von Cyril Gély mit André Dussollier und Niels Arestrup in den Hauptrollen.
2011 erwarben Jean-Claude Camus und Jean Robert-Charrie, damals schon Direktor des Théâtre de la Porte Saint-Martin, das Theater. Bis 2012 war der Schauspieler und Regisseur Nicolas Briançon (* 1962) als künstlerischer Leiter verantwortlich. Er eröffnete die Spielzeit mit einer Inszenierung des Volpone von Ben Jonson mit Roland Bertin (* 1930) in der Titelrolle. 2012 wurde Jean-Claude Camus (* 1938) Leiter des Theaters. Ab Ende 2015 übernahmen Dominique Bergin und Michel Lumbroso die Direktion, künstlerischer Leiter wurde Philippe Lellouche.